# Jochen Neuhaus (Übersetzer)

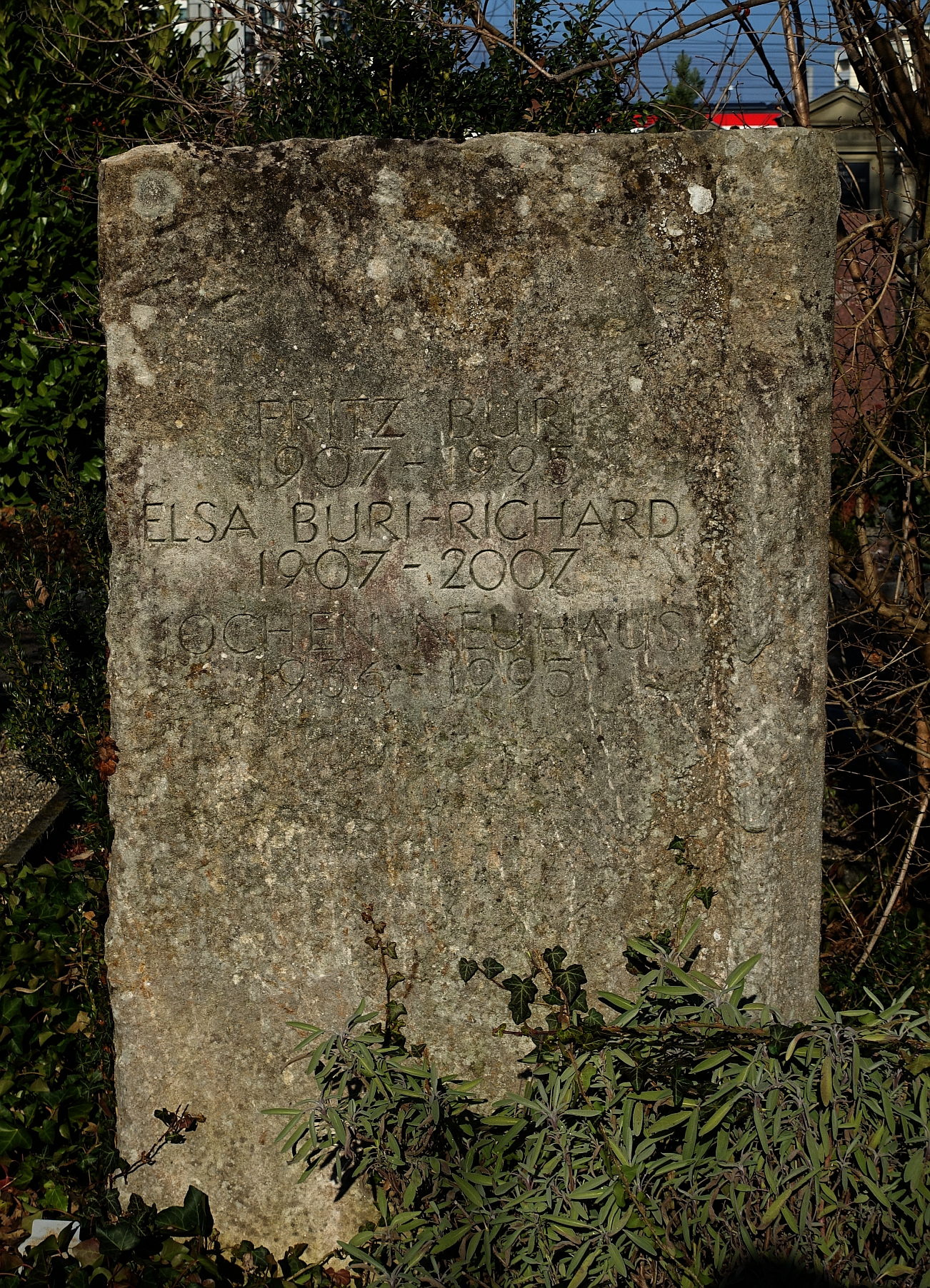
Grab auf dem Friedhof Wolfgottesacker, Basel

Jochen Neuhaus (* 1936 in München; † 1995 in Frankfurt am Main) war ein deutscher Schauspieler, Regisseur und Übersetzer.

## Leben
Jochen Neuhaus wirkte von 1959 bis 1965 als Schauspieler an verschiedenen deutschen Bühnen. Ab 1968 arbeitete er als Theaterregisseur. Von 1976 bis 1980 war er künstlerischer Leiter am Düsseldorfer Schauspielhaus, und von 1980 bis 1984 hatte er die gleichen Funktion am Theater im niederländischen Arnhem inne. Ab 1985 übersetzte er zahlreiche Theaterstücke aus dem Niederländischen ins Deutsche.
Jochen Neuhaus fand wie der reformierter Pfarrer und Theologieprofessor Fritz Buri seine letzte Ruhestätte auf dem Wolfgottesacker in Basel. 

## Werke
- Das Loch im Himmel, Frankfurt am Main 1991 (zusammen mit Johannes Kuhnen)

## Übersetzungen
- Ad de Bont: Anne und Zef, Frankfurt am Main 2009 (übersetzt zusammen mit Barbara Buri)
- Ad de Bont: Die Ballade von Garuma, Frankfurt am Main 1990
- Ad de Bont: Dussel & Schussel, Frankfurt am Main 1987
- Ad de Bont: Das ertrunkene Land, Frankfurt am Main 1987
- Ad de Bont: Die Papageienjacke, Frankfurt am Main 1992
- Ad de Bont: Wolken sind ziehender Ärger, Frankfurt am Main 1995
- Herman Heijermans: Ketten, Frankfurt am Main 1988
- Suzanne van Lohuizen: Dossier: Ronald Akkerman, Frankfurt am Main 1995
- Suzanne van Lohuizen: Fuga, Frankfurt am Main 1990
- Suzanne van Lohuizen: Der Junge im Bus, Frankfurt am Main 1988
- Suzanne van Lohuizen: Zwischen Hochstadt – Dörnigheim, Frankfurt am Main 1987
- Heleen Verburg: Pu der Bär über Nichtstun und andere Notwendigkeiten, Frankfurt am Main 1995 (übersetzt zusammen mit Winni Victor)
- Karst Woudstra: Nach dem Mittag, Frankfurt am Main 1995
- Karst Woudstra: Das stille Grauen eines Wintertages in Ostende, Frankfurt am Main 1994
- Karst Woudstra: Suzy Krack, Frankfurt am Main 1994
- Karst Woudstra: Totalschaden, Frankfurt am Main 1993